# ハーパヤルヴィ
ハーパヤルヴィ（フィンランド語: Haapajärvi）は、フィンランドの北ポフヤンマー県にある町、基礎自治体。
人口6803人（2021年12月31日）、総面積789.11平方キロ（そのうち水域23.44平方キロ）、人口密度8.89人/平方キロ。
町内ではフィンランド語のみ話される。

## ギャラリー

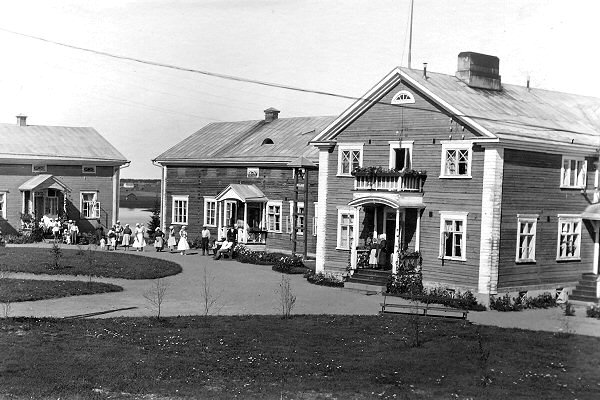
戦前の町営住宅